# Distenia cyaneipennis
Distenia cyaneipennis es una especie de escarabajo longicornio del género Distenia, categorizada en la tribu Disteniini, de la orden Coleoptera. Fue descrita por Villiers en 1959.

## Descripción
Mide 11,5-19 mm de longitud.

## Distribución
Se distribuye por Brasil y Guayana Francesa.